# Buffy the Vampire Slayer (televisieserie)
Buffy the Vampire Slayer is een Amerikaanse televisieserie die evenals de eerder uitgekomen gelijknamige film geschreven werd door Joss Whedon. De serie is een rechtstreeks vervolg op de film, maar met andere acteurs. De eerste uitzending was op 10 maart 1997. De serie werd zeven seizoenen lang tot en met 22 mei 2003 uitgezonden op de Amerikaanse televisiezender The WB. In België werd de serie op 2BE uitgezonden. Vanaf oktober 2011 werd de serie in Nederland op Comedy Central uitgezonden.
Buffy was vanaf het begin zo populair dat er een contract volgde voor meer seizoenen en The WB gaandeweg relatief hoge kijkcijfers haalde. Na vijf seizoenen verhuisde Buffy van The WB naar UPN. Buffy werd gemaakt door 20th Century Fox Television. Vanaf 2 oktober 2001 zond UPN de serie uit, tot en met de laatste aflevering op 20 mei 2003. The WB zond Buffy een laatste keer uit op 17 september 2006, de laatste avond dat het netwerk zelfstandig bestond. Vanaf 2007 werd de serie vervolgd in een reeks stripboeken.

## Ontstaan, plot en format
Joss Whedon, de bedenker van de serie, wilde naar eigen zeggen af van het horror-cliché waarin een tenger blond meisje een binnendoorweggetje neemt over een begraafplaats en zo óf een gruwelijk einde tegemoet loopt óf gered wordt door een zwaarbewapende mannelijke held.
Buffy Summers (Sarah Michelle Gellar) is een door het lot uitverkoren geboren Slayer, een meisje met bovennatuurlijke krachten dat de menselijke hoop vormt tegen de krachten van het kwaad. Al op jonge leeftijd wordt ze door een 'vreemde man' op de hoogte gebracht van haar buitengewone lot. Buffy is opgeroepen toen ze in LA woonde met haar moeder en vader. Als een Slayer sterft, wordt namelijk automatisch een nieuwe Slayer opgeroepen. In dit geval is Buffy de uitverkoren tiener. Nadat ze een gymzaal met vampiers in brand stak, werd ze van school getrapt. Haar moeder Joyce (Kristine Sutherland) en vader Hank zijn gescheiden en Buffy komt bij aanvang van de serie met haar moeder aan in hun nieuwe woonplaats Sunnydale. Zij is vastbesloten haar 'Slayerbestaan' achter zich te laten en een gewoon puberleven te gaan leiden. Als ze echter op haar nieuwe school -Sunnydale High- komt, maakt haar Wachter (Watcher), bibliothecaris Rupert Giles (Anthony Stewart Head), haar duidelijk dat ze haar lot als Slayer niet uit de weg kan gaan. Een Wachter is de hoeder van een Slayer die op haar let, haar traint en haar met informatie en advies bijstaat. Haar lot is om (met name) vampiers te doden.
Terwijl ze zich langzaam maar zeker met haar roeping verzoent, sluiten medestudenten Willow Rosenberg (Alyson Hannigan) en Xander Harris (Nicholas Brendon) zich bij haar aan, nadat die bij toeval achter haar geheim komen.
In elk seizoen krijgt Buffy te maken met een grote centrale vijand of vijandige groep ("The Big Bad" genoemd in de Buffyverse). Dat zijn:
- In seizoen 1 vampierkoning De Meester (Mark Metcalf) en zijn Orde van Aurelius
- In seizoen 2 vampierenverbond Spike (James Marsters), Angelus (David Boreanaz) en Drusilla (Juliet Landau).
- In seizoen 3 de demonische burgemeester Richard Wilkins III (Harry Groener), zijn vampierhulp Mr. Trick (K. Todd Freeman) en de losgeslagen Slayer Faith (Eliza Dushku)
- In seizoen 4 het hightech monster van Frankenstein Adam (George Hertzberg) en zijn maker Professor Maggie Walsh (Lindsay Crouse).
- In seizoen 5 godin Glory (Clare Kramer)
- In seizoen 6 Het Trio (Warren Mears (Adam Busch), Jonathan Levinson (Danny Strong) en Andrew Wells (Tom Lenk)) en een van zwarte magie bezeten Willow.
- In seizoen 7 Het Eerste Kwaad (First Evil), de essentie van het kwaad dat er altijd geweest is en er altijd zal zijn en afvallige priester Caleb (Nathan Fillion) die voor de desbetreffende macht werkt.
- In seizoen 8 "Twilight", een mysterieuze kracht die Angel onder invloed heeft.
- In seizoen 9 Simone Doffler, Severin the Siphon, Maloker.
- In seizoen 10 D’Hoffryn, de voormalige baas van Anya en hoofd van de wraakdemonen.
- In seizoen 11 Joanna Wise, Pandora Project.
- In seizoen 12 Harth Fray, een vampier uit de verre toekomst en tweelingbroer van de Slayer Melaka Fray.

In de loop der jaren wordt de kerngroep aangevuld met nieuwe leden en verdwijnen anderen. Zo staat cheerleader Cordelia Chase (Charisma Carpenter) op haar eigen manier de groep bij, maar vertrekt eind seizoen 3 naar L.A. De goedaardige vampier Angel (David Boreanaz) wordt in seizoen 2 een vast lid, maar ook hij verlaat de serie eind seizoen 3 en gaat naar L.A. (beiden krijgen rollen in de spin-off Angel). In seizoen 2 wordt de ploeg versterkt door Oz (Seth Green), het vriendje van Willow en een weerwolf. In seizoen 4 verlaat hij de serie, terwijl in datzelfde seizoen Riley Finn (Marc Blucas) in de serie komt. Hij wordt het vriendje van Buffy en werkt voor een geheime organisatie die bovennatuurlijke wezens gevangenneemt en erop experimenteert. Hij vertrekt in seizoen 5. Eveneens in seizoen 4 komt Tara Maclay (Amber Benson) ten tonele. Zij krijgt een liefdesrelatie met Willow, wat de aanleiding is dat Oz definitief de serie verlaat. In seizoen 6 wordt Tara doodgeschoten door Warren, waarna Willow door zwarte magie bezeten raakt. In seizoen 5 wordt de ploeg versterkt door Dawn Summers (Michelle Trachtenberg), het in strijd tegen de godin "Glory" gecreëerde zusje van Buffy en keert de vampier Spike terug als hoofdrolpersonage. In seizoen 6 vertrekt Giles uit Sunnydale om terug te gaan naar Engeland, maar hij keert later terug. In seizoen 5 komt Anya (Emma Caulfield) als ex-demon bij Buffy en steunt de 'Scooby-Gang' op haar eigen, sarcastische manier. Zij was ook al in seizoen 3 en 4 te zien, pas in seizoen 5 werd ze echter aan de hoofdrolspelers toegevoegd.
Ook keren enkele mensen regelmatig terug. Zo komt Angel na zijn vertrek elk seizoen nog minimaal een aflevering terug. Drusilla en Joyce Summers (die in seizoen 5 overlijdt aan de gevolgen van een hersentumor) zijn ook nog vaak te zien in een aflevering. Oz en Riley keren nog eenmaal terug om hun verhaallijn voorgoed af te sluiten. Faith, die als tweede Slayer in seizoen 3 te zien was, keerde in seizoen 4 kort en in seizoen 7 voor langere tijd terug.
Buiten het succes en de cultstatus van de serie functioneert de show als moderne parabel die bovennatuurlijke elementen gebruikt als metaforen voor persoonlijke angsten, in het bijzonder die geassocieerd worden met overgangen tussen verschillende levensfases.

## Levensloop
Buffy Anne Summers was een Slayer die eind 20e eeuw werd geactiveerd. Ze werd geboren op 19 januari 1981 en werd op haar vijftiende geroepen om in 1996 Slayer te worden. Buffy woonde oorspronkelijk in Los Angeles; maar als gevolg van een incident met een bende vampieren op Hemery High, verhuisde ze met haar moeder naar Sunnydale. Daar trad ze zeven jaar lang op als bewaker van de Hellemond, voordat de stad halverwege 2003 werd vernietigd.
Aanvankelijk een onwillige held die constant niets anders wilde dan een normaal leven, groeide Buffy uiteindelijk om haar lot te omarmen. Buffy was in veel opzichten uniek als Slayer; ze weigerde haar gewone leven op te offeren voor haar bovennatuurlijke bestemming, werkte vaak als onderdeel van een team met haar vrienden de Scooby Gang en had romantische relaties met de beruchte vampiers Angel en Spike.
Buffy was een van de langstlevende Slayers en kwam niet één keer, maar twee keer terug van de dood, en haar voortbestaan met de andere Slayer Faith, was dit het gevolg dat deze daad de traditionele lijn verstoorde. Tijdens hun strijd met het Eerste Kwaad, stelde Buffy een plan op om elke Potentiële Slayer ter wereld te activeren, waarbij de traditionele lijn van Uitverkorenen werd afgeschaft, voordat ze zich toelegde op het verzamelen en trainen van het steeds groter wordende aantal Slayers. Ze creëerde de Slayer Organization, die de wereld en Slayers beschermde toen het bovennatuurlijke toen algemeen bekend was geworden.
Geopenbaard dat ze al lang betrokken was bij een oude profetie die de hogere macht Twilight als evolutie zou brengen om de aardedimensie te vervangen, voorkwam Buffy dit door het "Seed of Wonder" te vernietigen wat zo het einde van magie teweegbracht. Ze vestigde zich in San Francisco, waar ze haar taken als Slayer voortzette en uiteindelijk de magie op aarde herstelde en de verantwoordelijkheid voor de nieuwe regels op zich nam met het Vampyr-boek. Uiteindelijk was Buffy de Slayer die de slag van de "Reckoning" definieerde, waardoor Slayers konden bestaan en werken aan een betere toekomst, waardoor de loop van de geschiedenis tot de 23e eeuw veranderde.

## Seizoenen en afleveringen
- Seizoen 1 (1997)
- Seizoen 2 (1997-1998)
- Seizoen 3 (1998-1999)
- Seizoen 4 (1999-2000)
- Seizoen 5 (2000-2001)
- Seizoen 6 (2001-2002)
- Seizoen 7 (2002-2003)

## Rolverdeling
Vanaf het eerste seizoen t/m het laatste bestond de cast uit vier hoofdrolspelers.

### Namen in de begintitels

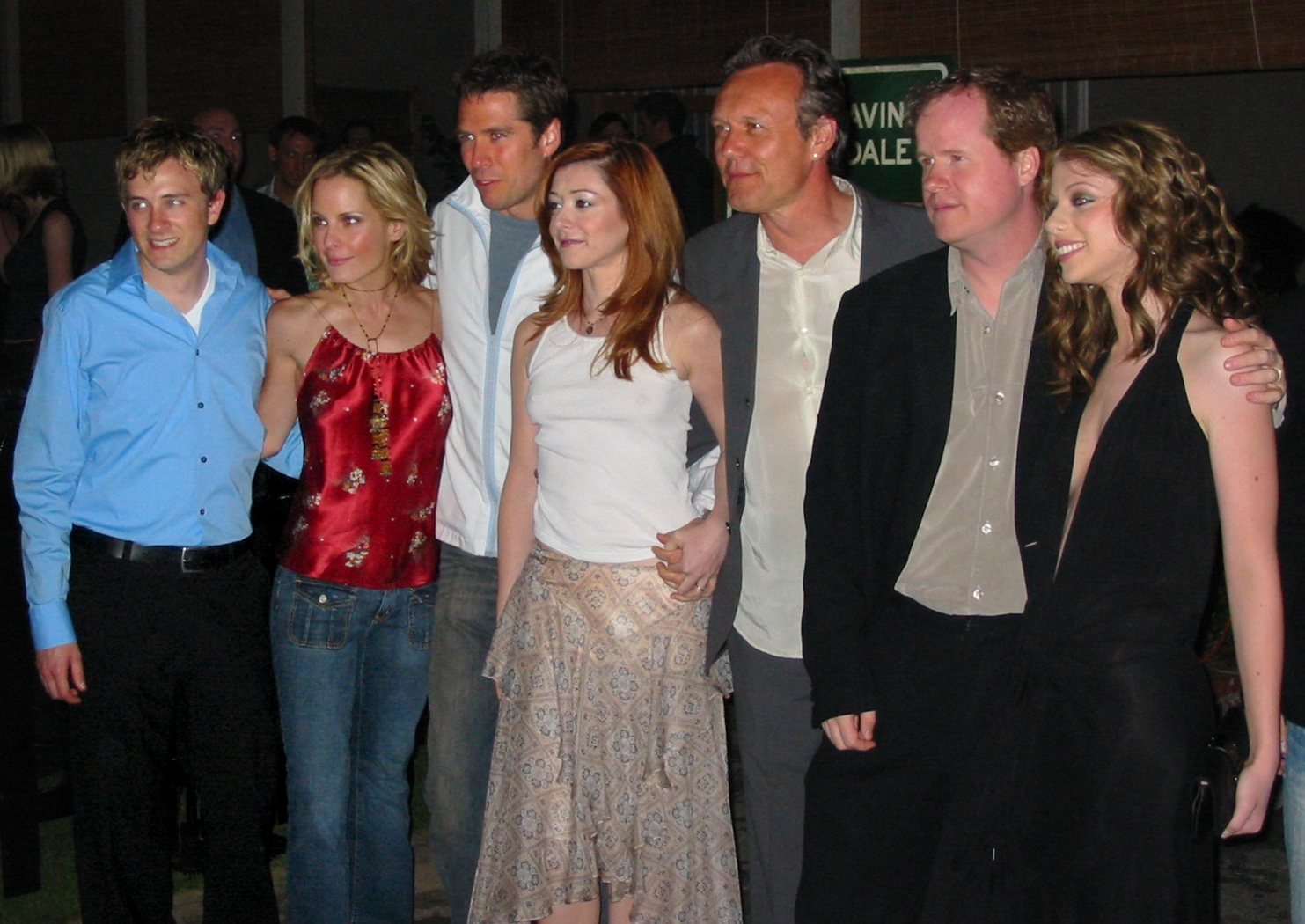
Cast met Whedon op afsluitfeestje in 2003

| Acteur/Actrice        | Rol                                                                 | Data                                       | Afleveringen                             |
| --------------------- | ------------------------------------------------------------------- | ------------------------------------------ | ---------------------------------------- |
| Sarah Michelle Gellar | Buffy Summers / Faith Lehane / Buffybot / First Evil (Eerste Kwaad) | 1996-2003                                  | 1 - 144                                  |
| Nicholas Brendon      | Xander Harris                                                       | 1996-2003                                  | 1 - 144                                  |
| Alyson Hannigan       | Willow Rosenberg                                                    | 1997-2003                                  | 1 - 144                                  |
| Charisma Carpenter    | Cordelia Chase                                                      | 1996-1999                                  | 1 - 56                                   |
| Anthony Stewart Head  | Rupert Giles                                                        | 1996-2001, 2001-2003; gastrol              | 1 - 101, 103 - 108, 121 - 124, 132 - 144 |
| David Boreanaz        | Angel / Angelus                                                     | 1997-1999, 1999-2003; terugkerende gastrol | 1 - 56, 64, 76, 95, 143 - 144            |
| Seth Green            | Daniel "Oz" Osbourne                                                | 1997-1998, 2000; gastrol, 1998-1999        | 16 - 62, 75                              |
| James Marsters        | Spike / First Evil (Eerste Kwaad)                                   | 1997-1999; gastrol, 1999-2003              | 15 - 34, 42, 61 - 144                    |
| Marc Blucas           | Riley Finn                                                          | 1999, 2002; gastrol, 1999-2000             | 57 - 88, 115                             |
| Michelle Trachtenberg | Dawn Summers                                                        | 2000; gastrol, 2000-2003                   | 79 - 144                                 |
| Emma Caulfield        | Anya Jenkins                                                        | 1998-2000; gastrol, 2000-2003              | 43, 50, 55, 57 - 144                     |
| Amber Benson          | Tara Maclay                                                         | terugkerende gastrol 1999-2002; 2002       | 119                                      |

### Belangrijke aanvullende acteurs
| Acteur/Actrice      | Rol                                                          | Data gastrol          |
| ------------------- | ------------------------------------------------------------ | --------------------- |
| Kristine Sutherland | Joyce Summers / First Evil (Eerste Kwaad)                    | 1997-2001, 2003       |
| Julie Benz          | Darla                                                        | 1996-2000             |
| Mark Metcalf        | De Meester / First Evil (Eerste Kwaad)                       | 1997, 1998, 2002      |
| Robia LaMorte       | Jenny Calendar / First Evil (Eerste Kwaad)                   | 1997-1998, 1999       |
| Danny Strong        | Jonathan Levinson / First Evil (Eerste Kwaad)                | 1996-2000, 2001-2003  |
| Mercedes McNab      | Harmony Kendall                                              | 1996-2001             |
| Juliet Landau       | Drusilla / First Evil (Eerste Kwaad)                         | 1997-1998, 2000, 2002 |
| Armin Shimerman     | Rector Snyder                                                | 1998-1999, 2000       |
| Eliza Dushku        | Faith Lehane                                                 | 1998-1999, 2000, 2003 |
| Harry Groener       | Burgemeester Richard Wilkins III / First Evil (Eerste Kwaad) | 1998-2000, 2003       |
| Alexis Denisof      | Wesley Wyndam-Pryce                                          | 1998-1999             |
| Lindsay Crouse      | Professor Maggie Walsh                                       | 1999-2000             |
| George Hertzberg    | Adam / First Evil (Eerste Kwaad)                             | 2000, 2002            |
| Clare Kramer        | Glory (Glorificus) / First Evil (Eerste Kwaad)               | 2000-2001, 2002       |
| Adam Busch          | Warren Meers / First Evil (Eerste Kwaad)                     | 2001-2003             |
| Tom Lenk            | Andrew Wells                                                 | 2001-2003             |
| D.B. Woodside       | Rector Robin Wood                                            | 2002-2003             |
| Nathan Fillion      | Caleb / First Evil (Eerste Kwaad)                            | 2003                  |

### Terugkerende personages
| Acteur/Actrice                    | Rol                                                      | Seizoen                                       |
| --------------------------------- | -------------------------------------------------------- | --------------------------------------------- |
| Eric Balfour                      | Jesse McNally                                            | 1                                             |
| Ken Lerner                        | Rector Bob Flutie                                        | 1                                             |
| Brian Thompson                    | Luke / The Judge (De Rechter)                            | 1, 2                                          |
| William Monaghan                  | Doctor Gregory                                           | 1                                             |
| Mark Metcalf                      | The Master (De Meester) / First Evil (Eerste Kwaad)      | 1, 2, 3, 7 (en Angel seizoen 2, afl. "Darla") |
| Elizabeth Anne Allen              | Amy Madison                                              | 1, 2, 3, 4, 6, 7                              |
| Andrew J. Ferchland               | The Anointed One (De Gezalfde)                           | 1, 2                                          |
| Dean Butler                       | Hank Summers                                             | 1, 2, 5, 6                                    |
| Jason Hall                        | Devon Macleish                                           | 2, 3, 4                                       |
| Robin Sachs                       | Ethan Rayne                                              | 2, 3, 4                                       |
| Larry Bagby (als Larry Bagby III) | Larry Blaisdell                                          | 2, 3                                          |
| Julia Lee                         | Chantarelle/Lily/Anne Steele                             | 2, 3 (en Angel seizoen 2 & 5)                 |
| Bianca Lawson                     | Kendra Young                                             | 2                                             |
| Saverio Guerra                    | Willy the Snitch                                         | 2, 3, 4                                       |
| Eric Saiet                        | Dalton                                                   | 2                                             |
| Kelly Connell                     | Norman Pfister                                           | 2                                             |
| James G. MacDonald                | Rechercheur Stein                                        | 2, 3                                          |
| Jeremy Ratchford                  | Lyle Gorch                                               | 2, 3                                          |
| Vincent Schiavelli                | Oom Enyos                                                | 2                                             |
| James Lurie                       | Mr. Miller                                               | 2, 3                                          |
| Max Perlich                       | Whistler                                                 | 2                                             |
| Fab Filippo                       | Scott Hope                                               | 3                                             |
| K. Todd Freeman                   | Mr. Trick                                                | 3                                             |
| Jack Plotnick                     | Locoburgemeester Alan Finch                              | 3                                             |
| Andy Umberger                     | D'Hoffryn                                                | 3, 4, 6, 7                                    |
| Harris Yulin                      | Quentin Travers                                          | 3, 5, 7                                       |
| Ethan Erickson                    | Percy West                                               | 3, 4                                          |
| Megan Gray                        | Sandy                                                    | 3, 5                                          |
| Jeff Kober                        | Zachary Kralik / Rack                                    | 3, 6                                          |
| Phina Oruche                      | Olivia                                                   | 4                                             |
| Dagney Kerr                       | Kathy Newman                                             | 4                                             |
| Adam Kaufman                      | Parker Abrams                                            | 4                                             |
| Paige Moss                        | Veruca                                                   | 4                                             |
| Leonard Roberts                   | Forrest Gates                                            | 4                                             |
| Bailey Chase                      | Graham Miller                                            | 4, 5                                          |
| Jack Stehlin                      | Dr. Francis Angleman                                     | 4                                             |
| Alastair Duncan                   | Collins                                                  | 4 (en Angel seizoen 1)                        |
| Jeff Ricketts                     | Weatherby                                                | 4 (en Angel seizoen 1)                        |
| Kevin Owers                       | Smith                                                    | 4 (en Angel seizoen 1)                        |
| Chet Grissom                      | Rechercheur Clark                                        | 4                                             |
| Conor O'Farrell                   | Kolonel McNamara                                         | 4                                             |
| Camden Toy                        | Gentlemen / Gnarl / Turok-Han/Ubervamp                   | 4, 7                                          |
| Sharon Ferguson                   | Sineya, The First Slayer (Eerste Slayer) / The Primitive | 4, 5, 7                                       |
| Charlie Weber                     | Ben Wilkinson                                            | 5                                             |
| Randy Thompson                    | Dr. Aaron Kriegel                                        | 5                                             |
| Troy Blendell                     | Jinx                                                     | 5                                             |
| Kevin Weisman                     | Dreg                                                     | 5                                             |
| Kali Rocha                        | Halfrek (Cecily Addams)                                  | 5, 6, 7                                       |
| Abraham Benrubi                   | Olaf                                                     | 5, 7                                          |
| Justin Gorence                    | Orlando                                                  | 5                                             |
| Amelinda Embry                    | Katrina Silber                                           | 5, 6                                          |
| Joel Grey                         | Doc                                                      | 5                                             |
| James Charles Leary               | Clem (Clement)                                           | 6, 7                                          |
| Azura Skye                        | Cassie Newton / First Evil (Eerste Kwaad)                | 7                                             |
| K.D. Aubert                       | Nikki Wood / First Evil (Eerste Kwaad)                   | 7                                             |

### Potentiële slayers (seizoen 7)
| Actrice               | Rol                               | Aflevering                     | Status                                                                           |
| --------------------- | --------------------------------- | ------------------------------ | -------------------------------------------------------------------------------- |
| Iyari Limon           | Kennedy                           | 132 - 144                      | In leven, werd een Slayer.                                                       |
| Courtnee Draper       | Annabelle                         | 132                            | Dood, vermoord door Turok-Han vampier.                                           |
| Clara Bryant          | Molly                             | 132 - 134, 137 - 140           | Dood, vermoord door Caleb.                                                       |
| Indigo                | Rona                              | 133 - 134, 137 - 141, 144      | In leven, werd een Slayer.                                                       |
| Amanda Fuller         | Eve / First Evil (Eerste Kwaad)   | 133                            | Dood, wellicht vermoord door de Brengers.                                        |
| Lalaine Vergara-Paras | Chloe / First Evil (Eerste Kwaad) | 133, 137                       | Dood, pleegde zelfmoord (door invloed van het Eerste Kwaad).                     |
| Felicia Day           | Vi                                | 133 - 134, 137, 140 - 144      | In leven, werd een Slayer.                                                       |
| Sarah Hagan           | Amanda                            | 126, 134, 136 - 138, 140 - 144 | Dood, werd een Slayer en later in de eindstrijd vermoord door Turok-Han vampier. |
| Kristy Wu             | Chao-Ahn                          | 136 - 137, 140 - 141, 144      | In leven, werd een Slayer.                                                       |
| Dania Ramirez         | Caridad                           | 140, 142 - 143                 | In leven                                                                         |
| Mary Wilcher          | Shannon                           | 140, 141, 144                  | In leven, werd een Slayer.                                                       |

## Soundtrack
In 1999 verscheen het officiële soundtrackalbum, Buffy the Vampire Slayer: The Album met onder anderen nummers van Guided By Voices, Garbage, Face to Face, Alison Krauss, etc. In de serie zelf is ook heel wat muziek aanwezig. Opvallend hierbij is dat de bands vaak ook daadwerkelijk op het podium te zien waren in de fictieve nachtclub, The Bronze. Christophe Beck, hoofdcomponist van de serie van 3 seizoenen, opteerde voornamelijk voor songs van alternatieve bands in het indie, alternatieve rock, triphop en poppunk genre. Sommige van deze bands zijn dan ook dankzij hun muzikale bijdrage aan de serie uitgegroeid tot succesvolle bands in hun genre. De meest bekende acts die tijdens de serie op het podium verschenen zijn onder anderen Michelle Branch, K's Choice, Nerf Herder, The Breeders, Cibo Matto, Aimee Mann en Bif Naked.
Andere uitgegeven albums van de serie zijn The Buffy EP en Radio Sunnydale. Op The Buffy EP staan zeven tracks van de triphop band Velvet Chain waaronder een nummer (Buffy) gebaseerd op het leven van Buffy Summers. De band speelde in het eerste seizoen van de serie ook twee nummers in The Bronze (Strong en Treason.) In 2003 kwam het tweede officiële album van de serie uit, Radio Sunnydale, met daarop nummers van onder anderen The Breeders, Sarah McLachlan, The Dandy Warhols en Blur.
In 2008 kwam het soundtrackalbum uit van Christophe Beck, Buffy the Vampire Slayer: The Score.

### Albums
- Buffy the Vampire Slayer: The Album (1999)
- Velvet Chain - The Buffy EP (1999)
- Buffy the Vampire Slayer Cast - Once More, with Feeling (2002)
- Radio Sunnydale (2003)
- Christophe Beck - Buffy the Vampire Slayer: The Score (2008)
- Buffy the Vampire Slayer Soundtrack Collection (2018)

## Stripboekenreeks
Lijst van onderstaande officiële stripvervolgen tussen 1999 en 2018 door Dark Horse Comics:
Buffy the Vampire Slayer: Season Eight
Volumes:
- The Long Way Home (2007)
- No Future for You (2008)
- Wolves at the Gate (2008)
- Time of Your Life (2008)
- Predators and Prey (2009)
- Retreat (2010)
- Twilight (2010)
- Last Gleaming (2011)

Buffy the Vampire Slayer: Season Nine
Volumes:
- Freefall (2012)
- On Your Own (2012)
- Guarded (2013)
- Welcome to the Team (2013)
- The Core (2014)
- Spike: A Dark Place (2013) - spin-off
- Willow: Wonderland (2013) - spin-off

Buffy the Vampire Slayer: Season Ten
Volumes:
- New Rules (2014)
- I Wish (2015)
- Love Dares You (2015)
- Old Demons (2016)
- In Pieces on the Ground (2016)
- Own It (2016)

Buffy the Vampire Slayer: Season Eleven
Volumes:
- The Spread of Their Evil (2017)
- One Girl in All the World (2018)
- Giles: Girl Blue (2018) - spin-off

Buffy the Vampire Slayer: Season Twelve
Volume:
- The Reckoning (2018)

Spin-offs:
- Buffy the Vampire Slayer: The Origin (1999)
- Tales of the Slayers (2002)
- Fray (2003)
- Tales of the Vampires (2004)
- Buffy: The High School Years - Freaks & Geeks (2016)
- Buffy: The High School Years - Glutton for Punishment (2016)
- Buffy: The High School Years - Parental Parasite (2017)
- Buffy: The High School Years - No Need to Fear, the Slayer's Here (2017)

### Overige comics

#### Buffy the Vampire Slayer Classic(1998-2004)
- The Remaining Sunlight (1999)
- Uninvited Guests (1999)
- Bad Blood (2000)
- Crash Test Demons (2000)
- Pale Reflections (2000)
- The Blood of Carthage (2001)
- Spike and Dru (2001)
- Food Chain (2001)
- Past Lives (2001) - cross-over met Angel
- Autumnal (2001)
- Out of the Woodwork (2002)
- False Memories (2002)
- Ugly Little Monsters (2002)
- The Death of Buffy (2002)
- Note from the Underground (2003)
- Willow & Tara (2003)
- Viva Las Buffy! (2003)
- Slayer, Interrupted (2003)
- A Stake to the Heart (2004)
- Buffy Omnibus, Volume 1–7 (2007-2009) - collecties

## Romans
Buffy Summers komt als hoofdpersonage in vrijwel alle boeken voor die uitgegeven zijn door Simon & Schuster tussen 1997 en 2007.

### Overige noemenswaardige romans
- Buffy the Vampire Slayer (1992); boekadaptatie van het oorspronkelijke script van Joss Whedon van de gelijknamige film.
- The Harvest (1997); boekadaptatie van het debuut tweeluik "Welcome to the Hellmouth" en "The Harvest".
- The Angel Chronicles, Volume 1 (1998); verhalenbundel en boekadaptatie van de episodes 'Angel, 'Reptile Boy' en 'Lie to Me'. Angel staat hierin centraal.
- The Angel Chronicles, Volume 2 (1999); verhalenbundel en boekadaptatie van de episodes 'Halloween', 'What’s My Line, deel 1 en 2'. Angel staat hierin centraal.
- The Angel Chronicles, Volume 3 (1999); verhalenbundel en boekadaptatie van de episodes 'Surprise', 'Innocence' en 'Passion'. Angel(us) staat hierin centraal.
- The Xander Years, Volume 1 (1999); verhalenbundel en boekadaptatie van de episodes 'Teacher's Pet', 'Inca Mummy Girl' en 'Bewitched, Bothered & Bewildered'. Xander Harris staat hierin centraal.
- The Willow Files, Volume 1 (1999); verhalenbundel en boekadaptatie van de episodes 'I Robot, You Jane', 'Phases' en 'Dead Man's Party'. Willow Rosenberg staat hierin centraal.
- Sunnydale High Yearbook (1999); jaarboek over het examenjaar op Sunnydale High.
- How I Survived My Summer Vacation, Vol. 1 (2000); verhalenbundel over de zomervakantie na het tweede middelbare schooljaar (tussen seizoen 1 en 2 in).
- The Xander Years, Volume 2 (2000); verhalenbundel en boekadaptatie van de episodes 'The Pack', 'Go Fish' en 'The Zeppo'. Xander Harris staat hierin centraal.
- The Willow Files, Volume 2 (2000); verhalenbundel en boekadaptatie van de episodes 'Gingerbread', 'Doppelgangland' en 'Choices'. Willow Rosenberg staat hierin centraal.
- Spike & Dru: Pretty Maids All in a Row (2000); roman over vampierkoppel Spike en Drusilla tijdens de Tweede Wereldoorlog.
- The Faith Trials (2001); verhalenbundel en boekadaptatie van de episodes 'Faith, Hope, & Trick', 'Bad Girls' en 'Consequences'. Slayer Faith Lehane staat hierin centraal.
- Buffy & Angel: The Burning (Unseen #1) (2001); cross-over roman .
- Buffy & Angel: Door to Alternity (Unseen #2) (2001); cross-over roman.
- Buffy & Angel: Long Way Home (Unseen #3) (2001); cross-over roman.
- The Lost Slayer-reeks (Prophecies, Dark Times, King of the Dead en Original Sins) (2001); verhalenreeks over een alternatieve tijdslijn.
- Tales of the Slayer, Volume 1 (2001); verhalenbundel over de geschiedenis van eerdere Slayers.
- Tales of the Slayer, Volume 2 (2002); verhalenbundel over de geschiedenis van eerdere Slayers.
- The Journals of Rupert Giles (2002); verhalenbundel en boekadaptatie van de episodes 'Helpless', 'A New Man' en 'Blood Ties'. Wachter Rupert Giles staat hierin centraal.
- Creatures of Habit (2002); geïllustreerde roman.
- Tales of the Slayer, Volume 3 (2003); verhalenbundel over de geschiedenis van eerdere Slayers.
- The Cordelia Collection (2003); verhalenbundel en boekadaptatie van de episodes 'Out of Mind, Out of Sight', 'Some Assembly Required' en 'Homecoming'. Cordelia Chase staat hierin centraal.
- Chaos Bleeds (2003); boekadaptatie van de gelijknamige game.
- Buffy & Angel: Cursed (2003); cross-over roman.
- Buffy & Angel: Monster Island (2003); cross-over roman.
- Buffy & Angel: Seven Crows (2003); cross-over roman.
- Chosen. The One (2003); boekadaptatie van seizoen 7.
- Buffy & Angel: Heat (2004); cross-over roman.
- Tales of the Slayer, Volume 4 (2004); verhalenbundel over de geschiedenis van eerdere Slayers.
- I Robot, You Jane (2005); boekadaptatie van de gelijknamige aflevering.
- Inca Mummy Girl (2005); boekadaptatie van de gelijknamige aflevering.
- Halloween (2005); boekadaptatie van de gelijknamige aflevering.
- Spark and Burn (2005); roman over vampier Spike tijdens seizoen 7.
- Queen of the Slayers (2005); roman over een alternatief seizoen 8, vervolg op de serie.
- Go Ask Malice. A Slayer’s Diary (2006); prequel-roman over de Slayer Faith, voordat ze in seizoen 3 verschijnt.
- Blackout (2006); roman over vampierkoppel Spike en Drusilla en hun confrontatie met de Slayer Nikki Wood in 1977.
- Dark Congress (2007): roman over een alternatief seizoen 8, vervolg op de serie.
- Slayer (2019); spin-off roman over de Slayer Nina, de dochter van Buffy's eerste Wachter Merrick.
- Chosen (Slayer #2) (2020); vervolgdeel op Slayer.
- In Every Generation (The Next Generation #1) (2022); vervolgroman op de serie.
- Big Bad (2022); over een alternatieve tijdslijn
- Bloody Fool for Love: A Spike Prequel (2022); spin-off over vampier Spike
- The Bewitching Hour: A Tara Prequel (2023); spin-off over de heks Tara Maclay, toekomstige geliefde van Willow
- One Girl in All the World (The Next Generation #2) (2023); vervolgroman op de serie
- Against the Darkness (The Next Generation #3) (2024); vervolgroman op de serie

## Overige publicaties
Journalistieke studies over de serie en naslagwerken:
- Nikki Stafford - Bite Me! Sarah Michelle Gellar and Buffy the Vampire Slayer (1998; ECW Press). Heruitgaven in 2002 en 2007.
- Ted Edwards - Buffy X-posed. The Unauthorized Biography of Sarah Michelle Gellar and Her On-Screen Character (1998; Prima Lifestyles).
- Kathleen Tracy - The Girl's Got Bite: The Unofficial Guide to Buffy's World (1998; Renaissance Books).
- Christopher Golden en Nancy Holder - The Watcher's Guide, Volume 1 (1998; Pocket Books).
- Nancy Holder, Jeff Mariotte en Maryelizabeth Hart - The Watcher's Guide, Volume 2 (2000; Pocket Books).
- Christopher Golden, Stephen R. Bissette en Thomas E. Sniegoski - The Monster Book (2000; Simon Spotlight)
- Roz Kaveney (red.) - Reading the Vampire Slayer: An Unofficial Critical Companion to Buffy and Angel (2001, Tauris Parke). Heruitgave in 2003.
- Rhonda Wilcox en David Lavery (red.) - Fighting the Forces: What’s at Stake in Buffy the Vampire Slayer (2002; Rowman & Littlefield).
- Jana Riess - What Would Buffy Do?: The Vampire Slayer as Spiritual Guide (2003; Jossey-Bass).
- Sue Turnbull en Vyvyan Stranieri - Bite Me: Narrative Structures + Buffy the Vampire Slayer (2003; Australian Centre for the Moving Image).
- Glenn Yeffeth (red.) - Seven Seasons of Buffy: Science Fiction and Fantasy Writers Discuss Their Favorite Television Show (2003; Smart Pop Books).
- Gregory Stevenson - Televised Morality: The Case of Buffy the Vampire Slayer (2004; Hamilton Books).
- Paul Ruditis en Allie Costa - The Watcher's Guide, Volume 3 (2004; Pocket Books).
- Michael Adams - Slayer Slang: A Buffy the Vampire Slayer Lexicon (2004; Oxford University).
- Lorna Jowett - Sex and the Slayer: A Gender Studies Primer for the Buffy Fan (2005; Wesleyan University).
- Rhonda Wilcox - Why Buffy Matters: The Art of Buffy the Vampire Slayer (2005; I.B. Tauris).
- Micol Ostow en Steven Brezenoff - The Quotable Slayer. A Complete Collection of Killer Quotes from All Seven Seasons. (2005; Simon Pulse).
- Jes Battis - Blood Relations. Chosen Families in Buffy the Vampire Slayer and Angel (2005; McFarland).
- Matthew Pateman - The Aesthetics of Culture in Buffy the Vampire Slayer (2006; McFarland).
- Elana Levine en Lisa Parks - Undead TV: Essays on Buffy the Vampire Slayer (2007; Duke University Press).
- Emily Dial-Driver, Sally Emmons-Featherston, Jim Ford en Carolyn Anne Taylor (red.) - The Truth of Buffy: Essays on Fiction Illuminating Reality (2008; McFarland).
- Mary Kirby Diaz (red.) - Buffy and Angel Conquer the Internet. Essays on Online Fandom (2009; McFarland).
- Paul Attinello, Janet K. Halfyard en Vanessa Knights (red.) - Music, Sound, and Silence in Buffy the Vampire Slayer (2010; Routledge).
- Nancy Holder - The Making of a Slayer (2012; 47North).
- Anthony Curtis Adler - The Afterlife of Genre: Remnants of the Trauerspiel in Buffy the Vampire Slayer (2014; Dead Letter Office).
- The Slayer Collection: Welcome to the Hellmouth — The Origins of the Slayer, the Scoobies and the Watchers (2015; Titan Comics).
- The Slayer Collection: Fear, Itself — Monsters and Villains (2016; Titan Comics).
- Patricia Pender - I'm Buffy and You're History: Buffy the Vampire Slayer and Contemporary Feminism (2016; I.B. Tauris).
- Cynthia O'Malley - Wearing Cheese and Casting Shadows: The Hidden Psychology of Cheese in Buffy the Vampire Slayer (2016; eigen beheer).
- Christopher Golden - 20 Years of Slaying: The Watcher's Guide (2017; Simon Pulse).
- Edward Gross & Mark A. Altman - Slayers & Vampires: The Complete Uncensored, Unauthorized Oral History of Buffy & Angel (2017; Tor Books).
- Nancy Holder & Lisa Clancy - Buffy the Vampire Slayer Encyclopedia: Your Ultimate Guide to the Buffyverse (Harper Design; 2017).
- Steve O'Brien & Simon Guerrier - Slayer Stats. The Complete Infographic Guide to All Things Buffy (2018; Insight Editions).
- How to Slay the Buffy Way: Badass Buffy Attitude and Killer Life Advice (2018; Dey Street).
- Micol Ostow - Slay Like a Girl: Ditch the Demons and Be Your Own Hero (2019; Running Press).
- Alex Clark-Groom - Be More Buffy: A Guide to Slaying Each Day (2020; Smith Street).
- Evan Ross Katz - Into Every Generation a Slayer Is Born: How Buffy Staked Our Hearts (2022; Hachette Books).
- Matthew L. Martin - Buffy the Vampire Slayer: Twenty-Five Years of Slaying (2022; eigen beheer).